# Синтаксин-1B
STX1B (англ. Syntaxin 1B) – білок, який кодується однойменним геном, розташованим у людей на короткому плечі 16-ї хромосоми. Довжина поліпептидного ланцюга білка становить 288 амінокислот, а молекулярна маса — 33 245.
| 10         |  | 20         |  | 30         |  | 40         |  | 50         |
| ---------- |  | ---------- |  | ---------- |  | ---------- |  | ---------- |
| MKDRTQELRS |  | AKDSDDEEEV |  | VHVDRDHFMD |  | EFFEQVEEIR |  | GCIEKLSEDV |
| EQVKKQHSAI |  | LAAPNPDEKT |  | KQELEDLTAD |  | IKKTANKVRS |  | KLKAIEQSIE |
| QEEGLNRSSA |  | DLRIRKTQHS |  | TLSRKFVEVM |  | TEYNATQSKY |  | RDRCKDRIQR |
| QLEITGRTTT |  | NEELEDMLES |  | GKLAIFTDDI |  | KMDSQMTKQA |  | LNEIETRHNE |
| IIKLETSIRE |  | LHDMFVDMAM |  | LVESQGEMID |  | RIEYNVEHSV |  | DYVERAVSDT |
| KKAVKYQSKA |  | RRKKIMIIIC |  | CVVLGVVLAS |  | SIGGTLGL   |  |            |

A: Аланін

C: Цистеїн

D: Аспарагінова кислота

E: Глутамінова кислота

F: Фенілаланін

G: Гліцин

H: Гістидин

I: Ізолейцин

K: Лізин

L: Лейцин

M: Метіонін

N: Аспарагін

P: Пролін

Q: Глутамін

R: Аргінін

S: Серин

T: Треонін

V: Валін

Кодований геном білок за функцією належить до фосфопротеїнів. 
Задіяний у таких біологічних процесах, як транспорт, альтернативний сплайсинг. 
Локалізований у цитоплазмі, цитоскелеті, ядрі, мембрані.